# 3357 Tolstikov
3357 Tolstikov је астероид главног астероидног појаса чија средња удаљеност од Сунца износи 3,021 астрономских јединица (АЈ).
Апсолутна магнитуда астероида је 11,5.